# بز اخفش
بُز اَخفَش ، اصطلاح است برای کسی که ندانسته و به علامت تصدیق، سَرِ خود را بجنباند؛ (کسی را گویند که مطلبی را نفهمیده، ولی تصدیق کند).
اصل این ضرب المثل از آنجاست که گویند اَخفش، شخصی زشت چهره بوده و به همین دلیل هیچ کسی با او مباحثه نمی کرده، اما او بُزی داشته که مسایل علمی را مانند هَمدَرس بر او تقریر می‌کرده و به گفته‌ی برخی، تا بُز مزبور آواز نمی کرد همچنان تقریر مینمود و آواز کردن او را دلیل تصدیق می پنداشت. و این معنی مثل شد. (از دائرةالمعارف فارسی) (از فرهنگ فارسی معین) (از آنندراج). مؤلف ثمارالقلوب آرد: بز اخفش مصحف بز اعمش (عنز اعمش) است، بدان مثل آرند برای کسی که در مقامی قرار گرفته که شایستگی آنرا ندارد، بدان جهت که فرد صالح موجود نیست. و اصل آن چنین بود که هر وقت اعمش هیچ کس از یاران خود را برای مباحثه نمی یافت با بز خود به محادثه و مباحثه می پرداخت، زیرا هم از بیکاری بیزار بود و هم از فراموش شدن مطالب می ترسید و هم برکار تدریس و روایت بسیار مایل بود. به همین جهت بز اعمش ضرب المثل شد در آنچه ذکر شد و دربارۀ مخاطبی که نمی فهمد.
بز اَعمَش: مثل است برای کسی که مطلبی را نفهمیده تصدیق کند، و بز اَخفش مصحف همین کلمه است.(منبع: لغتنامۀ دهخدا)

## تاریخچه
افراد متعددی با نام اخفش در تاریخ ثبت شده‌اند که در اینجا منظور سعید بن مسعده خوارزمی معروف به ابوالحسن دانشمندی نحوی است. روایت گوناگونی در مورد اخفش و بزش وجود دارد.
جنبهٔ مشترک میان روایات این است که چون کسی با وی بحث نمی‌کرد به بحث با بز خود روی آورده بود. در مورد علت بحث نکردن کس با اخفش چند روایت وجود دارد. بعضی می‌گویند که وی شخصی بسیار زشت بود به‌طوری که کسی با او رفت‌وآمد و بحث نمی‌کرد. عده دیگر معتقدند او از بحث و جدل خوشش نمی‌آمد و دوست داشت هر چه می‌گوید دیگران تأیید کنند. روایت دیگر آن است که او آن قدر در بحث‌ها لجباز و یک‌دنده بود که کسی با او بحث نمی‌کرد.
در مورد کیفیت بحث وی با بز هم دو روایت وجود دارد. یکی اینکه بزی خریده بود و حیوان را روبروی خود می‌گذاشت و با او بحث می‌کرد و بز گهگاه به عادت حیوانی سر خویش تکان می‌داد و اخفش آن را تأیید سخن خویش قلمداد می‌کرد. در روایت دیگر طنابی به گردن بز می‌بست و از قرقره‌ای استوار شده در سقف عبور می‌داد و سر طناب به دست خود می‌گرفت. پس با بز بحث می‌کرد و هر گاه با خویش می‌پنداشت که بحث به اتمام نرسیده‌است و بایستی ادامه یابد، ریسمان را می‌کشید و سر بز به‌ناچار بالا می‌رفت. اخفش این حرکت بز را انکار می‌پنداشت و به بحث ادامه می‌داد. پس وقتی که با خود می‌اندیشید که به اندازهٔ کافی بحث کرده‌است، سر طناب را شل می‌کرد. پس سر بز پایین می‌آمد و اخفش این را تأیید سخن خویش قلمداد می‌کرد.
البته در این مورد نظرات زیادی وجود دارد که همه آنها قابل استناد نیستند.